# Coupe de France masculine de handball 2021-2022
Navigation
Coupe de France 2020-2021 Coupe de France 2022-2023
La Coupe de France masculine de handball 2021-2022 est la 39e édition de la compétition. Habituellement destinée à tous les clubs masculins évoluant dans les cinq divisions nationales, elle propose cette année encore un format restreint, quoique bien plus large que l'édition précédente : seuls les clubs professionnels peuvent y prendre part.
Le Paris Saint-Germain, vainqueur du HBC Nantes en finale, remporte son sixième titre dans la compétition et son quatrième doublé Championnat-Coupe de France.

## Déroulement de la compétition
La compétition, réservée aux clubs évoluant dans les divisions professionnelles, se déroule sur sept tours dont la finale à Paris. Les clubs de Proligue commencent au premier tour alors que ceux de Starligue entrent selon leur classement de la saison précédente au troisième tour (9e à 14e et promus), au quatrième tour (3e à 8e) ou en quart de finale (cinquième tour, pour le champion et son dauphin).
| Nom              | Tirage au sort  | Matchs                                     | Qualifiés | Entrants    |
| ---------------- | --------------- | ------------------------------------------ | --------- | ----------- |
| 1er tour         | 3 août 2021     | 21 et 22 septembre 2021                    | -         | 16 Proligue |
| 2e tour          | ...             | 12 octobre 2021                            | 8         | -           |
| 3e tour          | ...             | 17 décembre 2021, 1er, 8 et 9 février 2022 | 4         | 8 Starligue |
| 4e tour          | 16 février 2022 | 23 et 24 mars 2022                         | 6         | 6 Starligue |
| Quarts de finale | 25 mars 2022    | 21 avril 2022                              | 6         | 2 Starligue |
| Demi-finales     | 26 avril 2022   | 14 mai 2022                                | 4         | -           |
| Finale           | ...             | 11 juin 2022                               | 2         | -           |

### Déroulement des rencontres
Un match se déroule en deux mi-temps de 30 minutes entrecoupées d'un temps de repos de 15 minutes. En cas d’égalité à la fin du temps réglementaire on effectue une épreuve des tirs au but. Les équipes peuvent inscrire jusqu'à 14 joueurs sur la feuille de match.

## Tour préliminaires

### Premier tour
Tous les clubs de Proligue entrent dans ce tour.
| Date              | Club recevant              | Score      | Club visiteur      | Rapport          |
| ----------------- | -------------------------- | ---------- | ------------------ | ---------------- |
| 21 septembre 2021 | Pontault-Combault Handball | 29 – 23    | US Ivry            | Feuille de match |
| 21 septembre 2021 | Sarrebourg MS HB           | 27 – 24    | Grand Besançon DHB | Feuille de match |
| 21 septembre 2021 | Villeurbanne HA            | 28 – 31    | Cavigal Nice       | Feuille de match |
| 21 septembre 2021 | Caen Handball              | 27 – 24    | Angers SCO         | Feuille de match |
| 21 septembre 2021 | Billère Handball           | 36tab – 35 | JS Cherbourg       | Feuille de match |
| 22 septembre 2021 | Valence Handball           | 24 – 28    | Tremblay Handball  | Feuille de match |
| 21 septembre 2021 | Sélestat AHB               | 27 – 23    | Massy EHB          | Feuille de match |
| 21 septembre 2021 | Dijon MHB                  | 34 – 26    | Strasbourg EHB     | Feuille de match |

Remarque : le Billère Handball et la JS Cherbourg étant à égalité 31-31 à la fin du temps réglementaire, il n'y a pas eu de prolongation mais directement une séance de jets de 7 m, remportée par Billère 5-4.

### Deuxième tour
Seuls les qualifiés du tour précédent participent à ce deuxième tour.
| Date            | Club recevant              | Score   | Club visiteur     |
| --------------- | -------------------------- | ------- | ----------------- |
| 12 octobre 2021 | Billère Handball           | 0 – 20  | Cavigal Nice      |
| 12 octobre 2021 | Sarrebourg MS HB           | 26 – 28 | Tremblay Handball |
| 12 octobre 2021 | Sélestat AHB               | 32 – 23 | Caen Handball     |
| 12 octobre 2021 | Pontault-Combault Handball | 27 – 29 | Dijon MHB         |

### Troisième tour
Les promus en Starligue (Saran et Nancy) et les clubs ayant terminé l'édition précédente en deuxième moitié de tableau (Limoges, Dunkerque, Chartres, Créteil, Istres et Cesson Rennes) entrent à ce tour :
| Date                    | Club recevant                | Score      | Club visiteur         | Rapport          |
| ----------------------- | ---------------------------- | ---------- | --------------------- | ---------------- |
| 17 décembre 2021, 20h00 | Istres Provence Handball     | 30 – 35    | Cesson Rennes MHB     | Feuille de match |
| 1er février 2022, 20h30 | Tremblay Handball (Proligue) | 31 – 36    | Limoges Handball      | Feuille de match |
| 1er février 2022, 20h30 | Dijon MHB (Proligue)         | 29 – 28    | Saran Loiret Handball | Feuille de match |
| 8 février 2022, 20h00   | Sélestat AHB (Proligue)      | 34 – 35tab | Dunkerque HGL         | Feuille de match |
| 8 février 2022, 20h00   | US Créteil                   | 34 – 35    | C' Chartres MHB       | Feuille de match |
| 9 février 2022, 19h30   | Cavigal Nice (Proligue)      | 23 – 25    | Grand Nancy MHB       | Feuille de match |

Remarques : 
- le Sélestat Alsace Handball et le Dunkerque Handball Grand Littoral étant à égalité 29-29 à la fin du temps réglementaire, il n'y a pas eu de prolongation mais directement une séance de jets de 7 m, remportée par Dunkerque 5-6.
- le Dijon Métropole Handball, vainqueur du Saran Loiret Handball , est le dernier club de Proligue qualifié.

### Quatrième tour
Les clubs ayant terminé l'édition précédente de Starligue entre la 3e et la 8e place entrent à ce tour :
- HBC Nantes
- Pays d'Aix UC
- USAM Nîmes Gard
- Fenix Toulouse
- Chambéry SMB HB
- Saint-Raphaël VHB

| Date         | Club recevant     | Score      | Club visiteur    |
| ------------ | ----------------- | ---------- | ---------------- |
| 23 mars 2022 | Saint-Raphaël VHB | 31 – 27    | USAM Nîmes Gard  |
| 23 mars 2022 | Cesson Rennes MHB | 21 – 25    | Pays d'Aix UC    |
| 24 mars 2022 | C' Chartres MHB   | 42 – 31    | Limoges Handball |
| 24 mars 2022 | Dunkerque HGL     | 29 – 38    | HBC Nantes       |
| 24 mars 2022 | Grand Nancy MHB   | 37 – 38tab | Chambéry SMB HB  |
| 24 mars 2022 | Fenix Toulouse    | 33 – 27    | Dijon MHB (PL)   |

## Phase finale

### Quarts de finale
Les deux clubs qualifiés en Ligue des champions, le Paris Saint-Germain et le Montpellier Handball, entrent à ce tour.
| 20 avril 2022 16h30 | Fenix Toulouse | 36 – 32   | Saint-Raphaël VHB   | Palais des sports André-Brouat, Toulouse Arbitrage : Karim et Raouf Gasmi |
| 20 avril 2022 16h30 | Nemanja Ilić 8 | (17 – 18) | Johannes Marescot 9 | Palais des sports André-Brouat, Toulouse Arbitrage : Karim et Raouf Gasmi |
| 20 avril 2022 16h30 | ×1 ×3 ×2       | LNH       | ×2 ×1               | Palais des sports André-Brouat, Toulouse Arbitrage : Karim et Raouf Gasmi |

| 20 avril 2022 20h00 | C' Chartres MHB      | 26 – 25   | Chambéry SMB HB    | Halle Jean-Cochet, Chartres Arbitrage : Khalid Sami et Saïd Bounouara |
| 20 avril 2022 20h00 | Sergiy Onufriyenko 6 | (16 – 16) | Benjamin Richert 5 | Halle Jean-Cochet, Chartres Arbitrage : Khalid Sami et Saïd Bounouara |
| 20 avril 2022 20h00 | ×1 ×4                | LNH       | ×2 ×4 ×1           | Halle Jean-Cochet, Chartres Arbitrage : Khalid Sami et Saïd Bounouara |

| 21 avril 2022 20h30 | HBC Nantes   | 32 – 27   | Pays d'Aix UC     | H Arena, Nantes Arbitrage : Charlotte et Julie Bonaventura |
| 21 avril 2022 20h30 | Théo Monar 7 | (15 – 16) | Lagarde, Peciña 4 | H Arena, Nantes Arbitrage : Charlotte et Julie Bonaventura |
| 21 avril 2022 20h30 | ×1           | LNH       | ×3                | H Arena, Nantes Arbitrage : Charlotte et Julie Bonaventura |

| 21 avril 2022 21h10 | Paris Saint-Germain | 41 – 24  | Montpellier HB | Stade Pierre-de-Coubertin, Paris Arbitrage : Yann Carmaux et Julien Mursch |
| 21 avril 2022 21h10 | Kamil Syprzak 9     | (19 – 9) | Hugo Descat 10 | Stade Pierre-de-Coubertin, Paris Arbitrage : Yann Carmaux et Julien Mursch |
| 21 avril 2022 21h10 | ×3                  | LNH      | ×3             | Stade Pierre-de-Coubertin, Paris Arbitrage : Yann Carmaux et Julien Mursch |

### Demi-finales
| 13 mai 2022 20h00 | C' Chartres MHB  | 30 – 33   | HBC Nantes      | Halle Jean-Cochet, Chartres Arbitrage : Titouan Picard et Pierre Vauchez |
| 13 mai 2022 20h00 | Gaël Tribillon 6 | (15 – 18) | Valero Rivera 7 | Halle Jean-Cochet, Chartres Arbitrage : Titouan Picard et Pierre Vauchez |
| 13 mai 2022 20h00 | ×2 ×3            | Rapport   | ×1 ×5           | Halle Jean-Cochet, Chartres Arbitrage : Titouan Picard et Pierre Vauchez |

| 14 mai 2022 19h00 | Paris Saint-Germain | 39 – 22   | Fenix Toulouse     | Stade Pierre-de-Coubertin, Paris Arbitrage : Said Bounouara et Khalid Sami |
| 14 mai 2022 19h00 | Dainis Krištopāns 9 | (21 – 13) | Erwin Feuchtmann 7 | Stade Pierre-de-Coubertin, Paris Arbitrage : Said Bounouara et Khalid Sami |
| 14 mai 2022 19h00 | ×2                  | Rapport   | ×1 ×6              | Stade Pierre-de-Coubertin, Paris Arbitrage : Said Bounouara et Khalid Sami |

### Finale
La finale se déroule le 11 juin 2022 au Palais omnisports de Paris-Bercy (Accor Arena) :
| 11 juin 2022 | HBC Nantes      | 31 – 36   | Paris Saint-Germain | Accor Arena, Paris Arbitrage : Karim et Raouf Gasmi |
| 11 juin 2022 | Thibaud Briet 8 | (13 – 18) | 3 joueurs 6         | Accor Arena, Paris Arbitrage : Karim et Raouf Gasmi |
| 11 juin 2022 | ×2              | FFHB      | ×1                  | Accor Arena, Paris Arbitrage : Karim et Raouf Gasmi |

### Autres finales
Conjointement avec cette Coupe de France nationale ont lieu les finales des Coupes de France départementale, régionale et féminine :
| Catégorie             | Date         | Club recevant                      | Score   | Club visiteur                |
| --------------------- | ------------ | ---------------------------------- | ------- | ---------------------------- |
| Finale départementale | 11 juin 2022 | HBS Cassis-Carnoux Roquefort La B. | 27 – 31 | Eveil Sportif Val de L'Indre |
| Finale régionale      | 11 juin 2022 | Sud Mayenne Huisserie              | 29 – 31 | US Palaiseau                 |
| Finale féminine       | 11 juin 2022 | ES Besançon                        | 23 – 33 | Metz Handball                |

## Nombre d'équipes par division et par tour
| Divisions / Manches | 1er tour       | 2e tour      | 3e tour      | 4e tour       | 1/4 de finale | Demi- finales | Finale   |
| ------------------- | -------------- | ------------ | ------------ | ------------- | ------------- | ------------- | -------- |
| Starligue           | non présents   | non présents | 8 8 entrants | 11 6 entrants | 8 2 entrants  | 4             | 2        |
| Proligue            | 16 16 entrants | 8            | 4            | 1             | éliminés      | éliminés      | éliminés |
| Total               | 16             | 8            | 12           | 12            | 8             | 4             | 2        |